# Belma
Belma is een hopvariëteit, gebruikt voor het brouwen van bier. Deze variëteit werd gekweekt op de Puterbaugh Farms in de Verenigde Staten en in 2012 op de markt gebracht.
Deze hopvariëteit is een “dubbeldoelhop”, bij het bierbrouwen gebruikt zowel voor zijn aromatische als zijn bittereigenschappen.

## Kenmerken
- Alfazuur: 11,6%
- Bètazuur:
- Eigenschappen: fruitig aroma (sinaasappel, pompelmoes, aardbei, ananas, meloen)